# カルロス・ガラルドー
カルロス・ガラルドー（Carlos Gallardo, 1966年6月22日 - ）はメキシコ・コアウイラ州アクーニャ出身の俳優、映画製作者｡
一般的に1992年のロバート・ロドリゲス監督作品『エル・マリアッチ』に製作も兼ねて演じた、主役のエル・マリアッチ役で知られる｡
ロドリゲス監督の作品には欠かせない存在の１人であり、『エル・マリアッチ』の続編『デスペラード』では共同製作（ちなみに『デスペラード』ではエル・マリアッチの仲間として終盤に出演もしている）、シリーズ3作目の『レジェンド・オブ・メキシコ/デスペラード』でも製作を務めているほか、プラネット・テラー in グラインドハウス』ではカルロス副保安官役で出演｡
98年の『シングル・アクション』では製作・脚本・主演も兼ねて監督デビューを果たしている｡

## 主な作品
- エル・マリアッチ El Mariachi （1992） - エル・マリアッチ 役（主演）
- デスペラード Desperado （1995） - カンパ 役
- シングル・アクション Single Action （1998） - アミーゴ 役
- レジェンド・オブ・メキシコ/デスペラード Once Upon a Time in Mexico （2003） 製作のみ
- プラネット・テラー in グラインドハウス Planet Terror （2007） - カルロス副保安官 役
- グラインドハウス Grindhouse （2007）